# At-Tin
At-Tin “O Figo” (do árabe: التين) é a nonagésima quinta sura do Alcorão e tem 8 ayats.